# Luiz Carlos da Vila
Luiz Carlos Baptista, connu sous le nom de Luiz Carlos da Vila, né le 21 juillet 1949 à Rio de Janeiro et mort le 20 octobre 2008 dans la même ville, est un compositeur et sambiste brésilien, connu pour son passage dans l'aile des compositeurs de Vila Isabel, d'où provient son nom de scène.

## Biographie
Né dans le quartier de Ramos à Rio, il passe la majeure partie de sa vie à Vila da Penha ,.
Son premier instrument est l'accordéon, suivi d'une guitare qu'il acquiert à l'adolescence. Mais lorsque son père se retrouve au chômage, il est contraint d'arrêter de prendre des cours.
Em 1977, il rejoint l'aile des compositeurs de école de samba Vila Isabel. Il fréquente la célèbre roda de pagode du bloco Cacique de Ramos à la fin des années 1970, et est considéré comme l'un des créateurs de la samba contemporaine de Rio, aux côtés d'une génération de compositeurs qui comprend également des noms comme Jorge Aragão, Arlindo Cruz, Zeca Pagodinho, Almir Guineto, Sereno do Cacique, Sombrinha, entre autres.
Collaborateur régulier du groupe Fundo de Quintal, il compose des sambas telles que "Doce Refúgio", "Amor, Agora Não" (avec Sombrinha), "Por Um Dia de Graça", "Chora Menina, Chora" (avec Sombrinha), "Além da Razão", "O Show Tem Que Continuar" (avec Sombrinha et Arlindo Cruz), "A Oitava Cor" (avec Sombrinha et Arlindo Cruz), "Romance dos Astros" (avec Cléber Augusto et Bandeira Brasil), "Coração Andorinha" (avec Beto Sem Braço), "E Fez-se a Luz" (avec Sombrinha et Sombra), "A Voz do Brasil" (avec Sombrinha et Sombra), "Fada" (avec Mário Sergio), entre autres. Il est également l'un des compositeurs du samba-enredo Kizomba, a Festa da Raça, qui vaut à Vila Isabel une place dans le défilé du carnaval de Rio en 1988.
En 2003, avec Dorina et Mauro Diniz, il crée le groupe Suburbanistas, qui chante des compositeurs de la banlieue de Rio de Janeiro, et le bloco Suburbanistas, qui se produit à Irajá, Vila da Penha, Vista Alegre, Brás de Pina et Santa Tereza.
Il meurt en 2008, à l'âge de 59 ans, des suites d'un cancer de l'intestin,.

## Discographie
- 1983 - Luiz Carlos da Vila
- 1985 - Pra esfriar a cabeça
- 1995 - Raças Brasil
- 1997 - Uma festa no samba
- 1998 - A luz do vencedor - Luiz Carlos da Vila Canta Candeia
- 2004 - Benza, Deus
- 2005 - Um cantar à vontade